# 羅特施泰因山 (萊希塔爾阿爾卑斯山脈)
47°22′56″N 10°46′23″E / 47.38222°N 10.77306°E

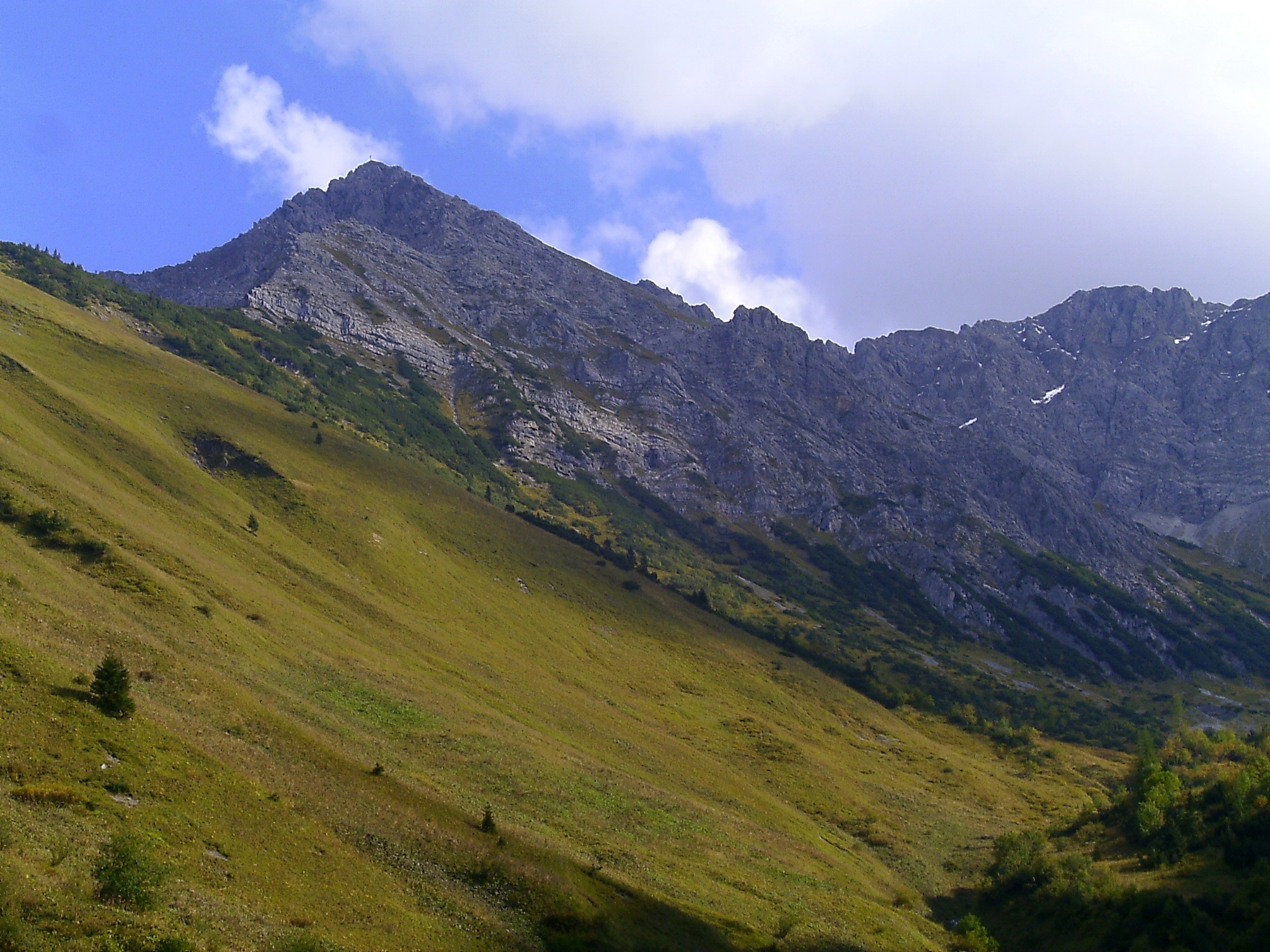

羅特施泰因山（德語：Roter Stein），是奧地利的山峰，位於該國西部，由蒂羅爾州負責管轄，屬於萊希塔爾阿爾卑斯山脈的一部分，海拔高度2,366米，山體在三疊紀時期形成。